# Kathrin Dedering
Kathrin Dedering (* 1974) ist eine deutsche Erziehungswissenschaftlerin und Hochschullehrerin.

## Biografie
Dedering studierte Diplompädagogik an der Universität Bielefeld. Anschließend war sie als wissenschaftliche Mitarbeiterin an der Fakultät für Pädagogik der Universität Bielefeld tätig, bevor sie nach ihrer Promotion am Institut für Schulentwicklungsforschung der Technischen Universität Dortmund, in der Arbeitseinheit „Steuerung und Finanzierung des Bildungswesens“ am Deutschen Institut für Internationale Pädagogische Forschung sowie an der Fakultät für Erziehungswissenschaft der Universität Bielefeld tätig war. Nach einer Professur für Schulpädagogik und Berufung ans Institut für Soziale Arbeit, Bildungs- und Sportwissenschaften der Universität Vechta von 2011 bis 2014, ist sie seit 2014 Inhaberin des Lehrstuhls für Bildungsinstitutionen und Schulentwicklung an der Erziehungswissenschaftlichen Fakultät der Universität Erfurt.

## Forschung und Lehre
Zu ihren Forschungsschwerpunkten gehören Schulqualitäts- und Schulentwicklungsforschung (Externe Beratung, Evaluationsverfahren, Inklusion) sowie Steuerung im Bildungswesen/Educational Governance.
In der Lehre bietet sie Veranstaltungen zum deutschen Bildungssystem, zur Schulqualitäts- und Schulentwicklungsforschung, Empirischen Bildungsforschung und Professionalisierung im Lehrerberuf an.

## Ausgewählte Publikationen
- Entscheidungsfindung in Bildungspolitik und Bildungsverwaltung. In: Herbert Altrichter, Katharina Maag Merki (Hrsg.): Handbuch Neue Steuerung im Schulsystem (= Educational Governance. 7). VS Verlag für Sozialwissenschaften, Wiesbaden 2010, ISBN 978-3-531-16312-3, S. 63–80, (2., überarbeitete und aktualisierte Auflage. ebenda 2016, S. 53–73).
- mit Martin Goecke und Melanie Rauh: Professional Background and Working Practices of Consultants in School Development: Initial empirical findings from Germany. In: Journal of Educational Change. Bd. 16, Nr. 1, 2015, S. 27–52, doi:10.1007/s10833-014-9241-1.
- mit Klaus-Jürgen Tillmann, Martin Goecke und Melanie Rauh: Wenn Experten in die Schule kommen. Externe Schulentwicklungsberatung – empirisch betrachtet (= Educational Governance. 23). VS Verlag für Sozialwissenschaften, Wiesbaden 2013, ISBN 978-3-658-01401-8.
- Steuerung und Schulentwicklung. Bestandsaufnahme und Theorieperspektive. VS Verlag für Sozialwissenschaften, Wiesbaden 2012, ISBN 978-3-531-19533-9.
- mit Sabine Müller: School Improvement through Inspections? International research findings and first insights from Germany. In: Journal of Educational Change. Bd. 12, Nr. 3, 2011, S. 301–322, doi:10.1007/s10833-010-9151-9.